# Herman Adolph Falk
Herman Adolph Falk, född 15 december 1785 på Risäter, Norra Råda socken, Värmlands län, död där 21 november 1865, var en svensk hovjägmästare. Han var far till Otto och Helmer Falk samt farfar till Herman och Erik Falk.

## Biografi
Falk ingick 1808 som volontär vid Närke-Värmlands regemente, avancerade till fänrik och tog 1812 avsked ur krigstjänsten. År 1816 blev han överjägmästare i Värmland, vilken befattning han innehade till 29 september 1865, och utnämndes 1823 till hovjägmästare.
Falk vann anseende såsom en av Sveriges mest framstående jägare. I synnerhet är han bekant såsom björnjägare och ledare av större björnjakter, s k. skallgångar, och han är i detta hänseende jämförlig med det 1700-talets storman på samma område, kung Fredrik I:s hovjägmästare, Anders Schönberg. Fullständiga uppgifter om antalet björnar, som stupade vid Falks större och smärre jakter, finns ej; emellertid är det känt, att han med egen hand fällde omkring 100 stycken. 
Från 1817, då han bosatte sig på Risäter, var denna egendom ett jägarhem, som drog till sig många, även utländska, jaktamatörer. Hans ständige medhjälpare vid björnjakterna var kronoskogvaktaren Jan Finne (död 1876 vid omkring 90 års ålder). Denne vittbekante björnjägare kallades därför "Falks högra hand".
Falks Underrättelser om de i Wermeland brukliga björnskall (1819; ny upplaga 1828) innehåller åtskilliga för den tiden nya upplysningar om björnens levnadssätt, och dylika upplysningar förekomma även i uppsatsen Något om björn och björnjagt (Tidskrift för jägare och naturforskare, 1834). Mer än de flesta bland sina samtida ivrade han för en bättre jaktvård och framlade sina tankar rörande detta ämne i en Promemoria vid förslag till ny jagtstadgas uppgörande (Svenska jägarförbundets nya tidskrift, 1863).